# Ferrocarriles Uzbekos

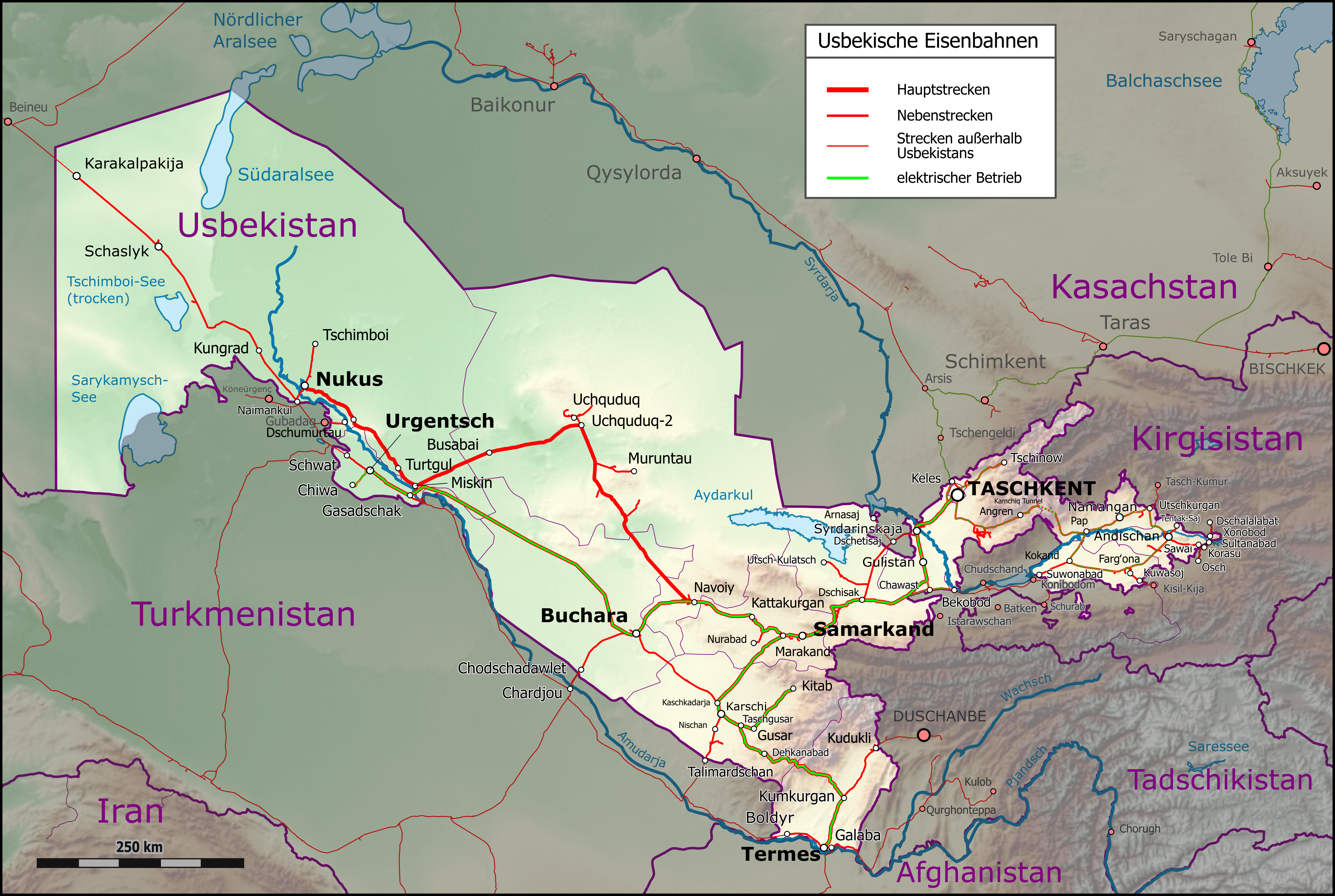
Mapa de la red de Ferrocarriles de Uzbekistán.

Ferrocarriles de Uzbekistán (oficialmente en uzbeko: Oʻzbekiston temir yoʻllari; también conocida por sus siglas OTY) es la empresa estatal de transporte ferroviario de Uzbekistán. Fundada en 1994 tras la disolución de la Unión Soviética y la empresa nacional Ferrocarriles Soviéticos, la compañía opera toda la red ferroviaria del país, compuesta por 3 645 kilómetros de vías.

## Alta velocidad
La alta velocidad en Uzbekistán se compone en la actualidad de dos corredores principales de alta velocidad El material rodante se compone por las Serie Afrosiyob de UTY, fabricadas por Talgo.